# Царевококшайский тракт
Царевококшайский тракт или Казанский тракт — название исторической дороги (почтового тракта), связывавшего города Казань и Йошкар-Ола (во времена возникновения тракта — Царевококшайск). До строительства железной дороги от Зеленодольска до Йошкар-Олы был важнейшей транспортной артерией Царевококшайского уезда и Марийской автономной области. Окончательно транспортное значение потерял в связи со строительством автодороги А295, прошедшей южнее и западнее.

## Трассировка тракта
Тракт начинался от казанской крепости на левом берегу реки Казанка, пересекая её по Хижицкому мосту и дамбе. От дамбы дорога шла по заливным лугам правобережья Казанки параллельно слободе Гривке, пересекала реку Комаровку и выходила на современную улицу Герцена. В западной части Ягодной слободы дорога окончательно делилась на Московский тракт уходивший в сторону старого русла Казанки, и Царевококшайский, проходивший в северо-западном направлении по современной улице Краснококшайской. В районе улицы Восстания Царевококшайский тракт проходил по современной территории завода Тасма, пересекал лесной массив рядом с поселком Левченко, шел вдоль северной окраины Казенного Леса параллельно современной улице Тэцовская. В районе завода Оргсинтез тракт поворачивал на север, проходя через деревню Четыре Двора (расселена до или во время постройки завода Оргсинтез), поселки Новониколаевский и Бикет (расселен в 1970-х годах).
В районе поселка Бикет Царевококшайский тракт поворачивал на северо-запад, проходил через села Большие Яки и Никольское (Татарстан), и далее следовал параллельно реке Петьялке, где в районе деревни Кожласола (Волжский район) входил в лес. На территории нынешнего национального парка «Марий Чодра» тракт проходил мимо озера Куж-Ер, далее мимо озера Конанъер и поднимался на Кленовую гору у нынешнего Дуба Пугачёва. Далее спускался к Илети и пересекал её по Лушмарскому мосту у устья реки Юшут. Далее через село Большое Шигаково выходил к Суслонгеру, а далее параллельно современному шоссе и железной дороге.

## Туристическое значение
После потери своего транспортного значения, тракт не подвергался реконструкции. Он сохраняет значимость для туристических пеших и велопоходов, так как связывает интересные локации национального парка.